# Anneli Philgren
Anneli Philgren, född 26 november 1961 i Karlstad, är en svensk målare.
Philgren studerade vid Konstakademin i Helsingfors 1992-1993, Konsthögskolan Valand i Göteborg 1994-1999 och 2004-2006. Separat har hon ställt ut på bland annat Galleri Rotor i Göteborg, Pictura/Skånska konstmuseumet i Lund, Hus B9 i Jönköping, Hällefors konsthall, Konstfrämjandet i Örebro, Härifrån och hit på Åmåls konsthall, Museum Anna Nordlander i Skellefteå och Dalsland Center i Håverud. Hon har medverkat i samlingsutställningarna Självporträtt på Göteborgs konstmuseum, Längs strömmen i Norrköping, Konst i Fyrstad i Lysekil, Tretton Tecknare Träffar Täby på Karby gård i Täby, Gerlesborgsskolan i Gerlesborg, Carnal Knowledge på Trollhättans konsthall, Living Art Museum i Reykjavik och Konsthallen i Kungsbacka.
Bland hennes offentlig uppdrag märks utsmyckningen av Psykiatrienheten på Östra sjukhuset i Göteborg.
Hon har tilldelats Älvsborgs läns landstings kulturstipendium 1997, Stiftelsen Ester Lindahls stipendiefond 1997, Siri Svenssons minne 1998, Sten A Olssons konststipendium 1999, Västsvenska kulturfonden 2000, Stiftelsen Grez-sur-Loing från Göteborgs kulturnämnd 2000, Bildkonstnärernas upphovsrättsfond 2001, Arbetsstipendium Bildkonstnärsfonden 2004.
Philgren är representerad vid Göteborgs kommun, Statens konstråd och i ett antal kommuner och landsting.